# Bradley McCuaig
Bradley McCuaig, född 12 december 1970, är en friidrottare från Kanada. Han deltog vid olympiska sommarspelen 2000.